# Instabilis et incerta felicitas est
Instabilis et incerta felicitas est (лат. изговор: инстабилис ет инцерта фелицитас ест). Срећа је нестална и непоуздана.(Сенека)

## Поријекло изреке
Ову изреку је изрекао почетком нове ере познати римски књижевник и филозоф Сенека.

## Тумачење
Не треба се искључиво у срећу уздати. Срећа је варљива.